# 허섭 (1885년)
허섭(許燮, 일본식 이름: 旭川燮아사히카와 쇼, 旭川和一아사히카와 가즈히토, 1885년 6월 22일 ~ ?)은 일제강점기의 관료로, 본관은 양천이며, 본적은 경기도 연천군 군내면이다.

## 생애
1901년 7월 고등소학교, 1905년 6월 관립중학교를 졸업했으며, 1905년 7월 관립중학교 교관, 1906년 9월부터 1910년 10월까지 관립 한성고등학교 교관 및 부교수, 1910년 11월부터 1912년까지 경성고등보통학교 교유로 재직했다. 1911년 사립대동전문학교를 졸업했고, 1912년 8월 1일 일본 정부로부터 한국병합기념장을 받았다. 1913년 6월 4일부터 1919년까지 경기도 장단군 서기, 1920년 경기도 서기로 근무했으며, 1915년 9월 13일 시정 5년 기념 조선물산공진회 경성협찬회 찬조위원으로 참여했다.
1922년부터 1942년까지 경기도 연천군수(1922년 12월 28일 임명)와 용인군수(1926년 8월 23일 임명), 장단군수(1930년 2월 28일), 부천군수(1933년 4월 7일 임명), 수원군수(1937년 11월 12일 ~ 1942년 6월 3일)를 차례로 역임했으며, 1928년 4월 21일 일본 정부로부터 훈6등 서보장, 1928년 11월 16일 쇼와대례기념장, 1933년 5월 10일 훈5등 서보장, 1939년 5월 19일 훈4등 서보장을 받았다. 1935년 10월 1일 조선총독부로부터 시정 25주년 기념표창 및 은배 1조를 받았고, 1937년 12월 28일 고등관 3등, 1938년 2월 1일 종5위에 각각 서위되었다. 1937년 8월 9일 부천군사후원회 회장으로 위촉되었으며, 1940년 1월 일본적십자사로부터 유공장을 받았다.
경기도 부천군수와 수원군수 재직 시절 군용물자 조달, 군수품 제조, 공출, 수리에 관한 업무, 군인 및 그 유가족에 대한 위문 및 후원에 관한 업무, 국방사상 보급 및 선전에 관한 업무, 국방헌금 및 애국기 헌납자금 모금에 관한 업무, 국채 소화 및 저축 장려에 관한 업무를 수행했으며, 1940년 4월 29일 중일 전쟁에 협력한 공로를 인정받아 일본 정부로부터 훈4등 욱일소수장을 받았다. 1941년 12월 26일 2급봉을 받았고, 1942년 6월 28일 특지로 1급으로 승진되면서 정5위에 서위되었다.
민족문제연구소의 친일인명사전 수록자 명단의 관료 부문, 친일반민족행위진상규명위원회가 발표한 친일반민족행위 705인 명단에 포함되었다.

## 참고 자료
- 친일반민족행위진상규명위원회 (2009). 〈허섭〉. 《친일반민족행위진상규명 보고서 Ⅳ-19》. 서울. 203~212쪽.